# The Navigators
Pour plus de détails, voir Fiche technique et Distribution.
The Navigators est un film de Ken Loach (2001) sur les réactions des cheminots en Angleterre à la privatisation de British Rail sous le gouvernement de John Major.
Il montre un groupe de cheminots très liés entre eux : Paul, Mick, Len et Gerry qui travaillent au dépôt de chemins de fer de Sheffield (Yorkshire) de la British Rail. Gerry est délégué syndical. À cause de la privatisation de leur dépôt de chemin de fer, les relations d'entraide se délitent, leur groupe se dissout petit à petit.
Bien que ce soit un film de fiction, le film est inspiré par l'échec de la Connex South Central et de la Connex South Eastern, qui perdirent leur franchise à cause de leur mauvais fonctionnement et de la piètre qualité de leur service. 
Le tournage eut lieu juste avant l'accident ferroviaire de Hatfield (Hertfordshire) du 17 octobre 2000, qui mit en évidence des défaillances de sécurité.
Le scénariste du film, Rob Dawber, fut très longtemps cheminot. Il mourut pendant le montage du film d'un cancer causé par une exposition à l'amiante lors de son travail sur les voies ferrées.

## Fiche technique
- Titre : The Navigators
- Réalisation : Ken Loach
- Scénario : Rob Dawber
- Photographie : Barry Ackroyd, Mike Eley
- Montage : Jonathan Morris
- Son : Ray Beckett
- Musique : George Fenton
- Décors : Martin Johnson
- Costumes : Theresa Hugues
- Pays d'origine :  Royaume-Uni
- Format : Couleurs
- Durée : 96 min

## Distribution
- Dean Andrews : John
- Thomas Craig : Mick
- Joe Duttine : Paul
- Steve Huison : Jim
- Venn Tracey : Gerry
- Andy Swallow : Len
- Sean Glenn : Harpic
- Charlie Brown : Jack
- Juliet Bates : Fiona
- John Aston : Bill Waters
- Graham Heptinstall : Owen
- Angela Saville : Tracy
- Clare McSwain : Lisa
- Megan Topham : Chloe
- Abigail Pearson : Eve

## Récompenses
- BAFTA TV Award pour la catégorie du meilleur nouveau scénariste (best new writer) Rob Dawber en 2002
- Children and Cinema Award à la Mostra de Venise pour Ken Loach en 2001
- Rota Soundtrack Award à la Mostra de Venise pour Georges Fenton en 2001